# Melinocatantops somalicus
Melinocatantops somalicus är en insektsart som först beskrevs av Sjöstedt 1931.  Melinocatantops somalicus ingår i släktet Melinocatantops och familjen gräshoppor. Inga underarter finns listade i Catalogue of Life.